# Медные руды
Ме́дные ру́ды — природные минеральные образования (минералы, горные породы, руды), содержащие медь в таких соединениях и концентрациях, при которых их промышленное использование технически возможно и экономически целесообразно.

## Классификация
| Название                         | Формула                  | % Меди |
| -------------------------------- | ------------------------ | ------ |
| халькопирит                      | CuFeS2                   | 34.5   |
| халькозин                        | Cu2S                     | 79.8   |
| ковеллин                         | CuS                      | 66.5   |
| борнит                           | 2Cu2S•CuS•FeS            | 63.3   |
| тетраэдрит                       | Cu3SbS3 + x(Fe,Zn)6Sb2S9 | 32-45  |
| малахит                          | CuCO3•Cu(OH)2            | 57.3   |
| азурит                           | 2CuCO3•Cu(OH)2           | 55.1   |
| куприт                           | Cu2O                     | 88.8   |
| хризоколла                       | CuO•SiO2•2H2O            | 37.9   |
| Основные медьсодержащие минералы |                          |        |

Медные руды разделяют на сульфидные, оксидные и смешанные.
В первичных рудах большинства промышленных месторождений медь присутствует в сульфидной форме. В зоне окисления она представлена карбонатами, силикатами, сульфатами, оксидами и др. соединениями. Известно свыше 200 медьсодержащих минералов, промышленные скопления образуют около 20.
Главные минералы меди в сульфидных рудах, на долю которых приходится свыше 90 % мировых запасов и добычи меди: халькопирит (34,5 % Cu), борнит (52-65 % Cu) и халькозин (79,8 % Cu). В медно-никелевых месторождениях в существенных количествах встречается кубанит (22-24 % Cu), в месторождениях самородной меди — медь самородная (98-100 % Cu). Главные минералы меди в окисленных рудах: малахит (57,4 % Cu), азурит (55,5 % Cu), хризоколла (36,1 % Cu), брошантит (56,2 % Cu), куприт (88,8 % Cu). В медных рудах часто присутствуют минералы Fe, Mo, W, Pb, Co, As. В значительных количествах есть Au и Ag, а также V.
Месторождения меди разделяют на 9 геолого-промышленных типов (медно-никелевые, железо-никелевые в габброидах, карбонатитовые, скарновые, медно-порфировые, кварцево-сульфидные, самородной меди, медистых песчаников и сланцев), входящих в 6 генетических групп:
1. Магматическая
2. Карбонатитовая
3. Скарновая
4. Гидротермальная
5. Колчеданная
6. Стратиформная.

В перспективе как самостоятельный геолого-промышленный тип могут оформиться месторождения медьсодержащих морских железо-марганцевых конкреций и мулов, а также ураново-золото-медные месторождения. Среднее содержание меди в различных типах руд колеблется в пределах 0,3-5 %. Медь присутствует в комплексных рудах Ni, Co, Pb, Sn, W, Bi, Au.
Главные добывающие страны в начале XXI века — Чили, США, Канада, Замбия, Республика Конго, Демократическая Республика Конго, Перу.

## Разновидности
Медно-порфировые руды занимают первое место по запасам и добыче меди (около 40 % мировой добычи меди). Высокая промышленная ценность этих руд определяется крупными размерами рудных тел, неглубоким их залеганием, равномерным распределением металла. Содержание меди в медно-порфировых рудах колеблется в пределах 0,4 — 1,2%. Рудные минералы — малахит, азурит, куприт, брошантит, хризоколла, халькозин, пирит. Иногда в рудах присутствуют магнетит, сфалерит, борнит, галенит, гематит.
В кварц-сульфидных или жильных рудах рудные минералы представлены магнетитом, халькопиритом и иногда молибденитом, а нерудные — кальцитом, кварцем, серицитом и хлоритом, а также иногда баритом и флюоритом. Для этих руд характерна жильная, прожилковая и вкрапленая текстура. Залегают они на глубине 30 — 40 м, содержание окисленных руд не превышает 5% всех кварц-сульфидных руд. Кварц-сульфидные руды имеют второстепенное значение.
Месторождения самородной меди обычно образуются в зоне окисления некоторых медно-сульфидных месторождений вместе с окисленными минералами меди — купритом, малахитом и азуритом. Самородная медь может также встречаться в медистых песчаниках и сланцах. 
Медно-колчеданные руды характеризуются большим разнообразием форм, размеров и типов взаимоотношений рудных и породных минералов. Главный рудный минерал — пирит, есть также халькопирит, сфалерит, иногда пирротин, галенит, борнит, халькозин, арсенопирит. Нерудные минералы — серицит, хлорит, кварц, а также барит, кальцит и сидерит. Согласно минеральному составу колчеданные руды подразделяются на медные и медно-цинковые, полиметаллические и серные. В серно-колчеданных рудах основное значение имеет сера; медь, свинец, цинк — подчинённое.
Стратиформные руды представлены медистыми песчаниками и сланцами. Медистые песчаники и сланцы являются вторым крупным источником для получения меди (около 30 % всех запасов меди) после руд медно-порфирового типа. Основным медным минералом этих руд является халькозин, а также борнит и халькопирит, иногда присутствуют ковелин, самородная медь. В виде примесей могут присутствовать свинец, цинк, серебро, кобальт и др.
По текстурным особенностям медные руды подразделяют на сплошные, массивные и вкрапленные.
Сплошные сульфидные медно-пиритные руды, конечно, богаче вкрапленных, характеризуются высоким содержанием серы (до 90 — 95%), которая представлена пиритом в сростках с сульфидами меди и цинка. Соотношение меди, цинка и серы в сплошных медно-колчеданных рудах достигает 1:1:20.
Основные запасы меди сосредоточены во вкраплённых рудах. Наиболее распространёнными являются медно-порфировые руды и медистые песчаники. Медно-порфировые руды обычно содержат халькопирит и пирит, а как ценные сопутствующие компоненты — молибден и золото. Медистые песчаники, как правило, имеют незначительное содержание пирита, а медные минералы в них часто представлены халькозином и борнитом, что позволяет при их обогащении получать концентраты с высоким содержанием меди. В медистых песчаниках серебро связано с халькозином и в меньшей степени с борнитом.

## Месторождения

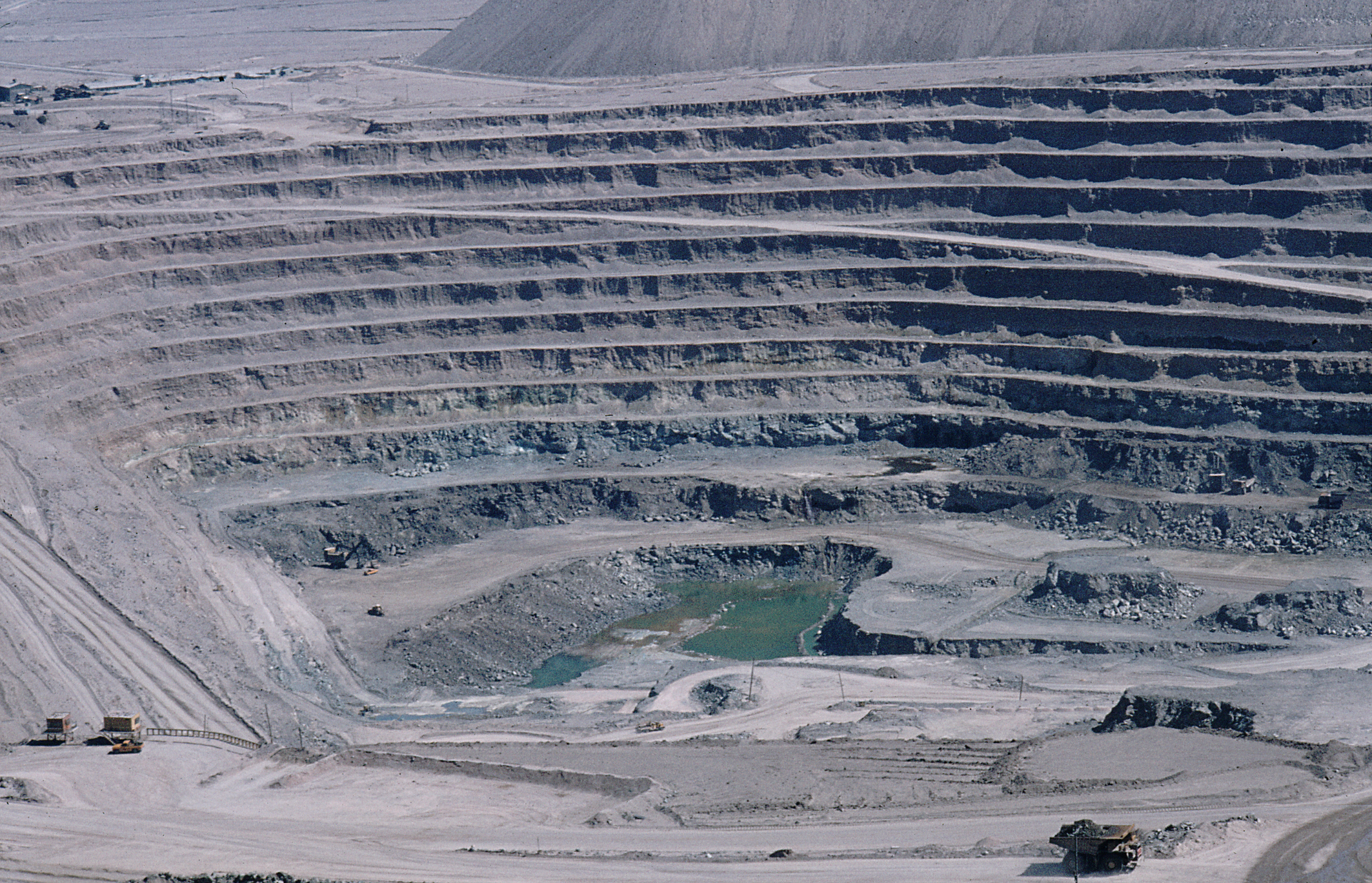
Медный карьер Чукикамата в Чили

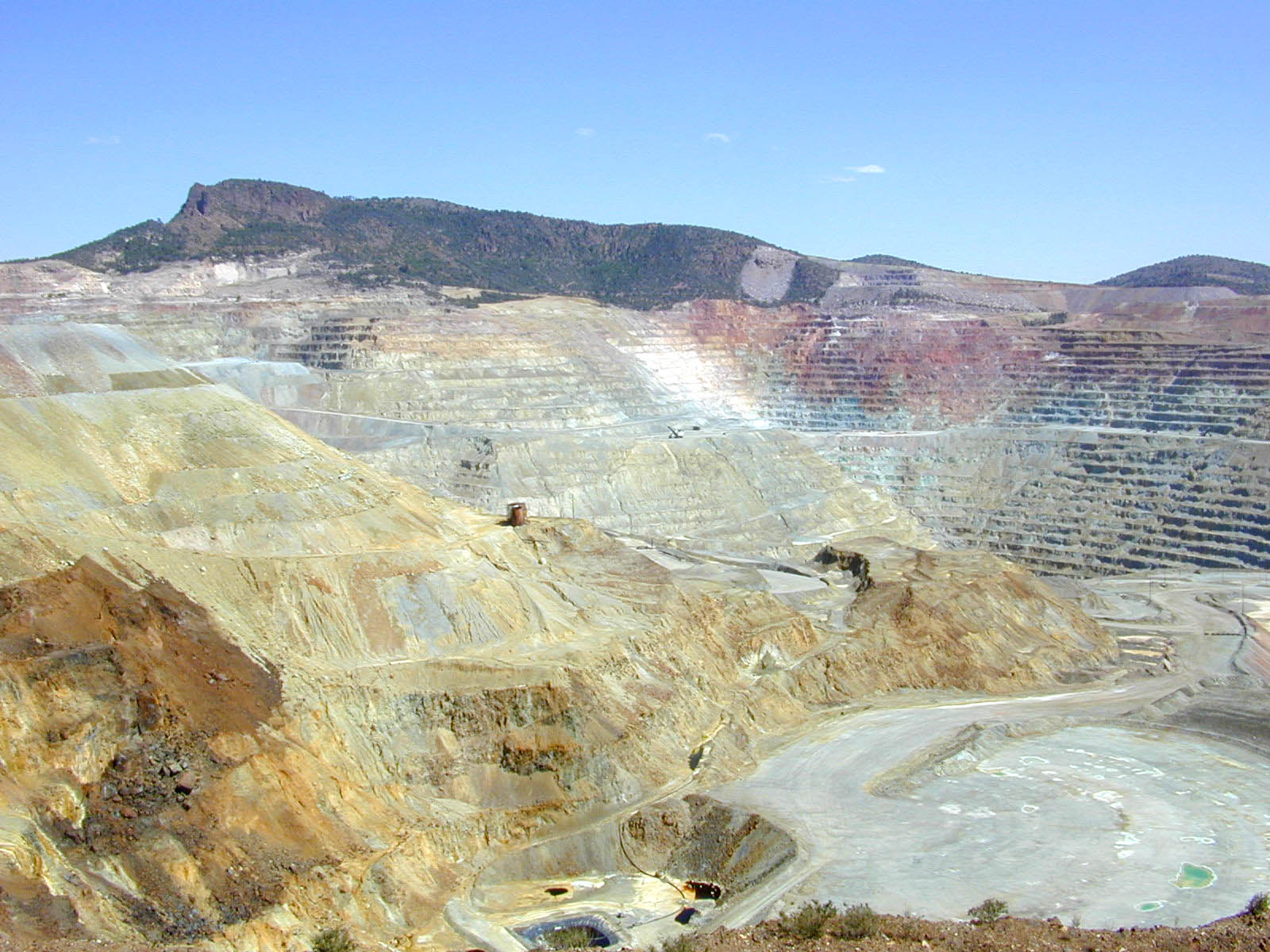
Медный карьер Чино в США

Уникальные месторождения имеют запасы более 5 млн т меди (Эль-Теньенте, Чукикамата в Чили и др.), очень большие — 1-5 млн т, средние — 0,2-1 млн т и мелкие — менее 0,2 млн т меди. Богатые руды содержат Cu 2,5-3 %, рядовые — 1-2,5 % и бедные — меньше 0,5 %.
Среди промышленных месторождений меди выделяются: магматические, карбонатитовые, скарновые, плутоногенные гидротермальные, вулканогенные гидротермальные, колчеданные и стратиформные типы.
Магматические месторождения представлены сульфидными медно-никелевыми рудами и медно-ванадиевыми комплексными рудами, из которых, кроме меди (содержание 1-2 %) и никеля, добывают также кобальт, золото, платину и рассеянные элементы. Нерудные минералы представлены главным образом плагиоклазом и пироксеном.
К таким месторождениям относятся в России: Печенга, Аллареченское, Мончегорское (Кольский полуостров); Талнах, Октябрьское, Норильск (Красноярский край); в Финляндии — Пори; Швеции — Клевая; Канаде — Садбери, Томпсон; США — Стиллуотер и в ЮАР — Бушвельд, Инсизва.
К группе вулканогенных гидротермальных месторождений относятся редкие проявления формаций самородной меди (месторождения озера Верхнего, США). Такие рудопроявления известны в Азербайджане, на Урале, Кольском полуострове, в Казахстане и Горной Шории. Медные и медно-цинковые колчеданные месторождения известны на Урале (Гай, Сибай), в Мугоджарах (Приорское), на Кавказе (Уруп, Кафан), в Турции (Эрганы), на Кипре (Скуршо-Тисса), в Болгарии (Радка), Испании (Рио-Тинто), Норвегии (Леккон), Швеции (Болиден), США (Юнайтед Верде), Канаде (Кидд-Крик), Японии (Бесси) и др. Руды сложены сульфидами железа (на 80-90 %) и содержащих S до 40 %, Cu 3-5 %, Zn 2-4 %. Попутно изымают Cd, Se и Te.
Карбонатитовые медные руды очень редки, в них кроме меди содержится магнетит, а породы представлены карбонатами, оливином, апатитом. Представителем карбонатитовых руд является месторождение Палабор (ЮАР). Месторождение комплексное, содержит медь (в среднем 0,68 %), железо и фосфатное сырье. Запасы меди оцениваются в 1,5 млн т.
Скарновые месторождения меди — комплексные, в них присутствуют молибден, кобальт, висмут, селен, теллур, железо, свинец, сурьма, мышьяк, никель, олово, вольфрам. Сульфидные минералы в этих рудах имеют неравномерные вкрапления или ассоциированные с эпидотом, кварцем, кальцитом. Эти месторождения известны в Казахстане (Саяк), РФ — на Урале (Турьинская группа), в Западной Сибири (Юлия), США (Клифтон, Бисби), Мексике (Долорес) и др. Содержание меди в них высокое, но неравномерное (1-10 %, в среднем 1,5-3 %). Руды, кроме меди, содержат Mo, Au, Hg, Co, Bi, Se, Te.
Среди плутогенных гидротермальных месторождений выделяются медно-порфировые и жильные. К первым относятся месторождения крупных скоплений небогатых медных или молибден-медных прожилково-вкрапленных руд штокверкового типа в порфировых интрузиях. Они известны в Казахстане (Коунрад), Узбекистане (Кальмакир), Закавказье (Каджаран), на территории стран бывшей Югославии (Медет, Асарел), Чили (Эль-Теньенте), Перу (Токепала), Панаме (Сьерра-Колорада), США (Бингем-Каньон, Моренси, Мануэль), Канаде (Вэлли-Коппер) и др. Среднее содержание меди в первичных рудах 0,2-0,7 %, в зоне повторного обогащения он увеличивается до 1-1,5 %. Попутно добывается Мо (0,005-1,05 %), Se, Te и Re. Жильные месторождения распространены, но крупные объекты встречаются редко. К ним относятся Чатыркульское и Жайсанское (Казахстан), Рсен и Вирли Бряг (Болгария), Бьютт, Магма (США), Матаамбре и Эль-Кобре (Куба). Рудные жилы при мощности 0,3-10 м прослеживаются на глубину до 500—600 м. и в длину до 10 км. Содержание меди достигает 4-5 %. Попутно добываемые благородные и рассеянные металлы.
К гидротермальным месторождениям относят медно-порфировые, кварц-сульфидные месторождения и месторождения самородной меди.